# Tabebuia ricardii
Tabebuia ricardii là một loài thực vật có hoa trong họ Chùm ớt. Loài này được M.Mejía miêu tả khoa học đầu tiên năm 1994.